# Freshly
Freshly — компания и одноименный онлайн-сервис по доставке готовой еды из Нью-Йорка, которая осуществляет доставку по всей территории Соединенных Штатов. Основанная Майклом Вистрахом и Картером Комстоком, компания отправляет один миллион порций еды в неделю и доставляет ее в Континентальные штаты. В 2020 году Freshly была приобретена Nestlé за 1,5 миллиарда долларов США.

## История
Компания Freshly была основана Майклом Вистрахом и Картером Комстоком в 2012 году. Под влиянием программных инициатив 4-H компания Wystrach адаптировала меню Freshly к требованиям минимизации пищевых отходов и экологичности. Компания доставляет все блюда на заданную неделю и разогревает их в микроволновой печи или духовке без приготовления. Freshly также жертвует излишки ингредиентов и блюд в местные продовольственные банки в рамках своего партнерства с компанией Feeding America.
История компании началась с того, что ее будущий генеральный директор Майкл Вистрах задумал похудеть, заметив ухудшение общего состояния здоровья после многих лет работы в инвестиционно-банковской сфере. Его семья управляла рестораном The Steak Out в Сонойте, штат Аризона, а друг семьи, врач отделения неотложной помощи Фрэнк Комсток, помог с разработкой методов приготовления питательных блюд. Соучредитель Картер Комсток, сын Фрэнка Комстока, присоединился к компании Freshly в 2012 году.
После инвестиционного раунда серии A на сумму 7 миллионов долларов в 2016 году компания привлекла 21 миллион долларов в рамках раунда финансирования под руководством Insight Partners.
В 2017 году компания Nestle возглавила раунд финансирования на сумму 77 млн долларов, в результате которого в совет директоров Freshly был добавлен президент ее подразделения продуктов питания в США, а в 2018 году была построена кухня и распределительный центр на восточном побережье США.
В условиях пандемии COVID-19 свежеприготовленные продукты на сумму, эквивалентную 500 тыс. долларов США, были пожертвованы в рамках программы Meals on Wheels, и продажи компании выросли на 50 % по сравнению с предыдущим годом. В 2020 году Freshly расширилась до B2B-сервиса доставки еды, в том числе в больницы и работникам ключевых служб. В декабре 2020 года компания запустила программу FreshlyFit для людей, ведущих активный образ жизни и придерживающихся диеты с низким содержанием углеводов и высоким содержанием белка. В 2021 году Freshly открыла производственное предприятие площадью 134 тыс. квадратных футов в Остелле, штат Джорджия.